# Sabine Asmus

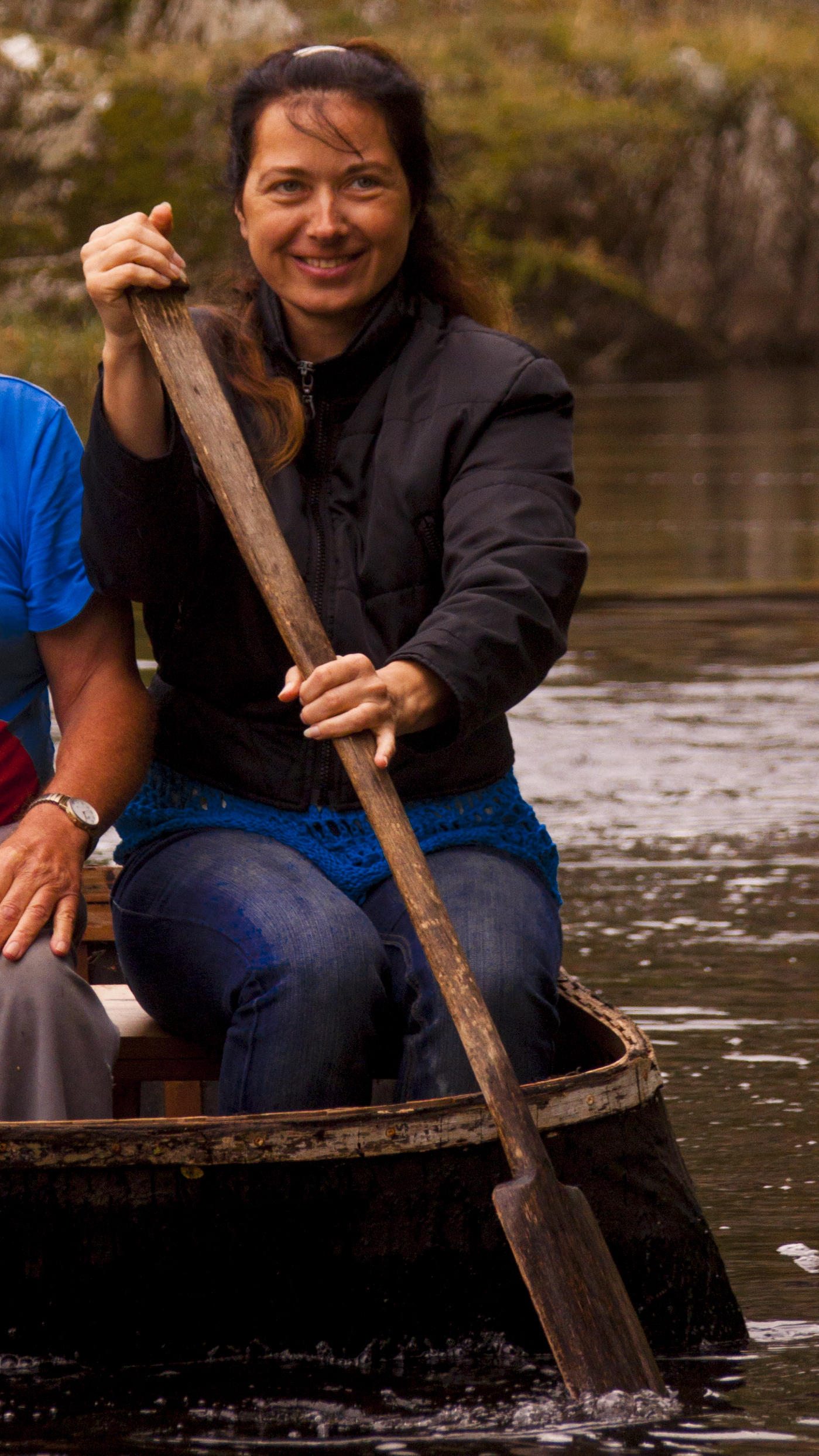
Sabine Asmus in einem Coracle, Wales 2014

Sabine Asmus, verheiratete Heinz (* 1963 in Berlin), ist eine deutsche Keltologin (Habilitation 2003 in Wien) und Linguistin (Habilitation 2008 in Posen). 

## Leben
Nach dem Lehrerstudium Englisch/Russisch wurde sie 1991 an der Humboldt-Universität zu Berlin im Fach Keltologie promoviert. Ab 1994 leitete sie die Keltologie an der Humboldt-Universität. Als Professorin für Keltologie/Anglistik/Minderheitensprachen in Wien, Lublin, Posen und Stettin war sie ab 2000 tätig. An den beidem letztgenannten Universitäten sind daraus die beiden keltischen Abteilungen hervorgegangen. Seit 2013 arbeitet sie außerdem am Institut für Sorabistik der Universität Leipzig, seit 2023 auf einer außerplanmäßigen Professur. Gemeinsam mit dem Institutsleiter und mit Anschubfinanzierung durch irische Gelder hat sie an der Universität Leipzig den internationalen Studiengang für europäische Minderheitensprachen (B. A.) eingerichtet.

## Schriften (Auswahl)
Fachpublikationen
Monografien:
- Ausgewählte Probleme der literarischen Übersetzung dargestellt anhand der Übersetzung mittelwalisischer Texte ins Deutsche. Edwin Mellen Press, Lewiston 1994, ISBN 0-7734-9032-9 (zugleich: Dissertation, Humboldt-Universität zu Berlin, 1991).
- Welsh Dictionaries in the Twentieth Century. A Critical Analysis. Lincom Europa, München 2003, ISBN 3-89586-750-0.
- Celtic Literatures – Discoveries. Lang, Frankfurt am Main [u. a.] 2007, ISBN 978-3-631-55769-3 (deutsch, englisch).
- mit Sven Grawunder: Vowel Length in Welsh Monosyllables, its Interrelation with Irish and Other Related Problems; an Acoustic Study and its Didactic Implications. Edwin Mellen Press, Lewiston 2017, ISBN 978-1-4955-0547-8.

Herausgeberschaften:
- Die Deutsche Keltologie und ihre Berliner Gelehrten bis 1945. Beiträge zur internationalen Fachtagung Keltologie an der Friedrich-Wilhelms-Universität vor und während des Nationalsozialismus vom 27–28.3.1998 an der Humboldt-Universität zu Berlin (= Berliner Beiträge zur Wissenschaftsgeschichte. Band 2). Lang, Frankfurt am Main 1999, ISBN 3-631-33439-7 (academia.edu).
- Keltische Sprachinseln. Anthologie keltischer Autoren. Frieling, Berlin 2001, ISBN 3-8280-1381-3.
- Res Celticae. UAM Journal of Celtic Studies. Band 1. Adam-Mickiewicz-Universität Posen, 2014, ISSN 2391-8101.
- mit Barbara Braid: Unity in Diversity, Volume 2. Cultural and Linguistic Markers of the Concept. Cambridge Scholars Publishing, Newcastle upon Tyne 2014, ISBN 978-1-4438-5700-0.
- mit Katarzyna Jaworska-Biskup: New Perspectives on Modern Wales. Studies in Welsh Language, Literature and Social Politics. Cambridge Scholars Publishing, Newcastle upon Tyne 2017, ISBN 978-1-5275-2191-9.
- mit Marlena Gawlik: Micheál Ó Conghaile. An fear nach ndéanann gáire. Człowiek, który nigdy się nie śmieje. Wydawnictwo Naukowe Uniwersytetu Szczecińskiego, Stettin 2020, ISBN 978-8-379-72378-2 (academia.edu).

Sachbuch
- Symbole der Kelten. Schirner, Darmstadt 1997, ISBN 3-930944-33-2.